# Катастрофа Piper PA-42 в Грамаду
Катастрофа Piper PA-42 в Грамаду — авиационная катастрофа, произошедшая 22 декабря 2024 года. Частный самолёт Piper PA-42 потерпел крушение сразу после взлёта и упал на дома в туристическом городе Грамаду, штат Риу-Гранди-ду-Сул (Бразилия). В катастрофе погибли все 10 пассажиров и членов экипажа на борту самолёта, а также пострадали 17 человек на земле.

## Самолёт
Частный самолёт Piper PA-42 Cheyenne (бортовой номер — PR-NDN) был выпущен в 1990 году.
Самолёт принадлежал местному бизнес-управляющему и генеральному директору компании Galeazzi & Associados Луису Клаудиу Салгейру Галеази. На борту находился он сам, его жена, три дочери, несколько других членов семьи и сотрудник компании.

## Катастрофа
Самолёт вылетел утром из аэропорта Канела в Грамаду и направился в Жундиаи. Однако вскоре после взлёта самолёт сначала задел дымовую трубу жилого дома, а затем упал на соседние здания. Здание мебельного магазина и гостиницы получили серьёзные повреждения. На месту крушения начался пожар. Все 10 человек на борту погибли. На земле пострадали 17 человек. Состояние двоих из них оценивалось как критическое.
Сообщается, что в момент катастрофы в городе было облачно и стоял туман.

## Расследование
Причины катастрофы неизвестны. Центр по расследованию и предотвращению авиационных происшествий (CENIPA) начал расследование. Самолёт не был оборудован чёрными ящиками.